# Fool's Garden (album)
Fool's Garden è il primo album in studio del gruppo musicale tedesco Fool's Garden, pubblicato nel 1991.

## Tracce
Testi e musiche di Volker Hinkel, eccetto dove indicato.

1. Awakenings - 4:34)
2. Man In A Cage (Hinkel, Claus-Dieter Wissler) - 3:42
3. Scared - 1:24
4. Careless Games - 3:58
5. Sandy (Peter Freudenthaler) - 5:49
6. One Way Out (Hinkel, Wissler) - 6:34
7. Cry Baby Cry (John Lennon, Paul McCartney) - 2:29
8. Spirit Of The Disappeared (Hinkel, Wissler) - 4:22
9. Lena (Hinkel, Freudenthaler) - 4:50
10. No Flowers By Request - 2:24
11. Tell Me Who I Am (Freudenthaler) - 3:09
12. The Part Of The Fool - 4:23
13. You're Not Forgotten - 2:43